# تپه سرخدین
تپه سرخدین در شهرستان بهشهر، بخش مرکزی، روستای حسین‌آباد واقع شده و این اثر در تاریخ ۱۰ خرداد ۱۳۸۲ با شمارهٔ ثبت ۸۸۱۸ به‌عنوان یکی از آثار ملی ایران به ثبت رسیده است.